# Sniżna
Sniżna (ukr. Сніжна, pol. hist. Snieżna) – wieś na Ukrainie, w obwodzie winnickim, w rejonie pohrebyszczenskim, .